# 55 Cancri b
55 Cancri b (abreviat 55 Cnc b), denumit ocazional 55 Cancri Ab (pentru a-l distinge de steaua 55 Cancri B), numit și Galileo, este o exoplanetă care orbitează steaua asemănătoare Soarelui 55 Cancri A la fiecare 14,65 zile. Este a doua planetă în ordinea distanței față de steaua ei și este un exemplu de Jupiter fierbinte sau, mai degrabă, de „Jupiter cald”.
În iulie 2014, Uniunea Astronomică Internațională a lansat un proces pentru a da nume proprii anumitor exoplanete și stelelor gazdă ale acestora. Procesul a implicat nominalizarea publică și votarea noilor nume. În decembrie 2015, IAU a anunțat că numele câștigător a fost Galileo pentru această planetă. Numele câștigător a fost trimis de Asociația Regală Olandeză pentru Meteorologie și Astronomie din Olanda. Onorează astronomul și fizicianul de la începutul secolului al XVII-lea Galileo Galilei.
Descoperire                                                                                                                                                                                                                                                                                                                                           
| Descoperitor        | Butler, Marcy   |
| Loc de Descoperire  | California, USA |
| Dată descoperire    | April 12, 1996  |
| Metodă de detectare | Viteză radială  |

Caracteristici orbitale
| Apsidă                   | Periapsidă               | Distanță de la stea                        | Excentritate  | Perioadă orbitală                | Înclinație orbitală | Stea        |
| ------------------------ | ------------------------ | ------------------------------------------ | ------------- | -------------------------------- | ------------------- | ----------- |
| 0.116 UA (17,400,000 km) | 0.113 UA (16,900,000 km) | 0.115 ± 0.0000011 AU (17,203,760 ± 160 km) | 0.014 ± 0.008 | 14.65162 ± 0.0007 d 0.04011325 y | ~85                 | 55 Cancri A |

Caracteristici fizice   
| Masă             |
| ---------------- |
| 0.824 ± 0.007 MJ |

## Descoperire
55 Cancri b a fost descoperit în 1996 de Geoffrey Marcy și R. Paul Butler. A fost a patra planetă extrasolară cunoscută, cu excepția planetelor pulsare. A fost descoperit prin detectarea variațiilor în viteza radială a stelei provocate de gravitația planetei. Prin efectuarea unor măsurători sensibile ale deplasării Doppler a spectrului de 55 Cancri A, a fost detectată o periodicitate de 15 zile. Planeta a fost anunțată în 1996, împreună cu planeta Tau Boötis și cea mai interioară planetă a Upsilon Andromedae.
Chiar și atunci când s-a contabilizat această planetă interioară, cu o masă de cel puțin 78% mai mare decât cea a lui Jupiter, steaua a arătat totuși o deriva a vitezei sale radiale. Acest lucru a dus în cele din urmă la descoperirea planetei exterioare 55 Cancri în 2002.

## Orbita și masa
55 Cancri b se află pe o orbită de perioadă scurtă, deși nu atât de extremă ca cea a Jupiterului fierbinte detectat anterior 51 Pegasi b. Perioada orbitală indică faptul că planeta este situată aproape de o rezonanță de mișcare medie 1: 3 cu 55 Cancri c, totuși investigațiile parametrilor planetari într-o simulare newtoniană indică faptul că, în timp ce perioadele orbitale sunt apropiate de acest raport, planetele nu sunt de fapt în rezonanță.
În 2012, atmosfera superioară a lui b a fost observată tranzitând steaua; deci înclinația sa este de aproximativ 85 de grade, coplanară cu 55 Cancri e. Acest lucru a ajutat la constrângerea masei planetei, dar înclinația a fost prea mică pentru a-și limita raza.
Masa este de aproximativ 0,85 cea a lui Jupiter.

## Caracteristici
55 Cancri b este un gigant gazos fără suprafață solidă. Tranzitul atmosferic a demonstrat hidrogen în atmosfera superioară.
Acest tranzit este atât de tangențial, încât proprietăți precum raza, densitatea și temperatura acestuia sunt necunoscute. Presupunând o compoziție similară cu cea a lui Jupiter și că mediul său este aproape de echilibrul chimic, se preconizează că atmosfera superioară a 55 Cancri b este lipsită de nori, cu un spectru dominat de absorbția metalelor alcaline.
Tranzitul atmosferei indică faptul că se evaporă încet sub căldura soarelui. Evaporarea este mai lentă decât cea pentru Jupiterii fierbinți studiați anterior (mai fierbinți).
Este puțin probabil ca planeta să aibă luni mari, deoarece forțele mareelor fie le-ar scoate de pe orbită, fie le-ar distruge pe scări scurte de timp în raport cu vârsta sistemului.